# Spassk-Dalnij
Spassk-Dalnij (rusky Спасск-Да́льний) je město v Přímořském kraji na východě Ruské federace. Při sčítání lidu v roce 2010 mělo čtyřiačtyřicet tisíc obyvatel.

## Poloha a doprava
Spassk-Dalnij leží v Přichankajské nížině na říčce Kulešovce, která se severně od města vlévá do Spasovky, přítoku jezera Chanka ležícího přibližně dvacet kilometrů severozápadně od města. Od Vladivostoku, správního střediska kraj, je vzdálen přibližně 200 kilometrů severně.
S Vladivostokem má Spassk-Dalnij dobré dopravní spojení, neboť zde je nádraží na Transsibiřské magistrále z Moskvy do Vladivostoku a také zde vede dálnice A370 z Vladivostoku do Chabarovsku.

## Dějiny
Sídlo vzniklo zhruba v roce 1885 s názvem Spasskoje a jeho rozvoj začal v roce 1906 s otevřením nedalekého nádraží. Městem se stal v roce 1917 pod jménem Spassk.
Během Ruské občanské války probíhaly v okolí těžké boje, které se odrazily i v původním ruském textu známé komunistické písně Skal a stepí divočinou, kde je Spassk zmíněn.
V roce 1929 došlo k přejmenování na Spassk-Dalnij pro odlišení zejména od Spassku v Penzenské oblasti a Spassku-Rjazanského v Rjazaňské oblasti.